# C'est dur d'être un homme : L'Oiseau bleu du bonheur
Série C'est dur d'être un homme
C'est dur d'être un homme : L'Institutrice
(1985) C'est dur d'être un homme : En route pour Hokkaidō !
(1987)
Pour plus de détails, voir Fiche technique et Distribution.
C'est dur d'être un homme : L'Oiseau bleu du bonheur (男はつらいよ 幸福の青い鳥, Otoko wa tsurai yo: Shiawase no aoi tori) est un film japonais réalisé par Yōji Yamada et sorti en 1986. C'est le 37e film de la série C'est dur d'être un homme.

## Fiche technique
- Titre : C'est dur d'être un homme : L'Oiseau bleu du bonheur[1]
- Titre original : 男はつらいよ 幸福の青い鳥 (Otoko wa tsurai yo: Shiawase no aoi tori?)
- Réalisation : Yōji Yamada
- Scénario : Yōji Yamada et Yoshitaka Asama
- Photographie : Tetsuo Takaha (ja)
- Montage : Iwao Ishii (ja)
- Musique : Naozumi Yamamoto
- Décors : Mitsuo Degawa
- Son : Isao Suzuki (ja) et Ryūji Matsumoto (ja)
- Producteur : Kiyoshi Shimazu et Shigehiro Nakagawa
- Société de production : Shōchiku
- Pays de production :  Japon
- Langue originale : japonais
- Format : couleur — 2,35:1 — 35 mm — son mono
- Genres : comédie dramatique ; romance
- Durée : 102 minutes[2] (métrage : huit bobines - 2 801 m[2])
- Dates de sortie :
  - Japon : 20 décembre 1986[2]

## Distribution
- Kiyoshi Atsumi : Torajirō Kuruma / Tora-san
- Chieko Baishō : Sakura Suwa, sa demi-sœur
- Masami Shimojō (ja) : Ryūzō Kuruma, son oncle
- Chieko Misaki (ja) : Tsune Kuruma, sa tante
- Gin Maeda (en) : Hiroshi Suwa, le mari de Sakura
- Hidetaka Yoshioka : Mitsuo Suwa, le fils de Sakura et de Hiroshi
- Etsuko Shihomi : Miho Shimazaki
- Tsuyoshi Nagabuchi : Kengo Kurata
- Senri Sakurai (ja) : propriétaire du restaurent de ramen
- Issei Ogata : conducteur de train
- Hisao Dazai (ja) : Umetarō Katsura, le voisin imprimeur
- Jun Miho : Akemi, la fille d'Umetarō Katsura
- Gajirō Satō (ja) : Genko
- Chishū Ryū : Gozen-sama, le grand prêtre